# Tipula (Lunatipula) willissmithi
Tipula (Lunatipula) willissmithi is een tweevleugelige uit de familie langpootmuggen (Tipulidae). De soort komt voor in het Nearctisch gebied.